# Simiane-Collongue
Simiane-Collongue é uma comuna francesa na região administrativa da Provença-Alpes-Costa Azul, no departamento de Bouches-du-Rhône. Estende-se por uma área de 29,84 km². Em 2010 a comuna tinha 5 818 habitantes (densidade: 195 hab./km²).